# Grunsagill Beck
Der Grunsagill Beck ist ein Wasserlauf in North Yorkshire und Lancashire, England. Er entsteht knapp nördlich der Grenze zwischen North Yorkshire und Lancashire nordöstlich der Ortschaft Tosside aus dem Zusammenfluss des Moor End Beck und einem unbenannten Zufluss. Er fließt in südlicher Richtung zunächst durch North Yorkshire und dann durch den Ort Grunsagill in Lancashire. Er bildet unter dem Namen Grunsagill Beck bei seinem Zusammenfluss mit dem New Gill Beck den Skirden Beck.